# Sajanella monstrosa
Sajanella monstrosa är en flockblommig växtart som först beskrevs av Carl Ludwig von Willdenow, och fick sitt nu gällande namn av Jiří Soják. Sajanella monstrosa ingår i släktet Sajanella och familjen flockblommiga växter. Inga underarter finns listade i Catalogue of Life.